# Centromyrmex bequaertii
Centromyrmex bequaertii é uma espécie de inseto do gênero Centromyrmex, pertencente à família Formicidae.